# Anna Szarmach
Ania Szarmach (sinh ngày 12 tháng 2 năm 1978 tại Starogard Gdański) – nghệ danh là Sharmi – là một ca sĩ, nhà soạn nhạc và nhạc sĩ nhạc jazz và nhạc pop người Ba Lan.
Anna Szarmach đã tốt nghiệp lớp học piano và saxophone tại trường âm nhạc sơ cấp ở Starogard Gdański. Cô tốt nghiệp loại xuất sắc Khoa thanh nhạc chính quy tại Học viện âm nhạc Karol Szymanowski ở Katowice. Năm 2001, Anna Szarmach được đề cử Giải thưởng âm nhạc Fryderyk. Cô cũng là một thành viên của Hiệp hội Công nghiệp Ghi âm Ba Lan.

## Danh sách bài hát và album

### Album phòng thu
| Sharmi                                                                        | - Phát hành: 23 tháng 10 năm 2006 - Hãng đĩa: Warner Music Poland - Định dạng: CD | 50 |
| Inna                                                                          | - Phát hành: 5 tháng 2 năm 2010 - Hãng đĩa: Agora SA - Định dạng: CD, tải nhạc    | —  |
| POZYTYWka                                                                     | - Phát hành: 4 tháng 12 năm 2012 - Hãng đĩa: Agora SA - Định dạng: CD, tải nhạc   | —  |
| "–": Bài hát không có bảng xếp hạng hoặc không được phát hành trong lãnh thổ. |                                                                                   |    |

### Video âm nhạc
| Tựa đề         | Năm  | Đạo diễn                       | Album     | Tham khảo |
| -------------- | ---- | ------------------------------ | --------- | --------- |
| "Silna"        | 2006 | —                              | Sharmi    | [ 11 ]    |
| "Wybieram Cię" | 2008 | —                              | —         | [ 12 ]    |
| "Dlaczego"     | 2010 | Jacek Kościuszko               | Inna      | [ 13 ]    |
| "Z tobą"       | 2012 | Celina Skiba, Jacek Kościuszko | POZYTYWka | [ 14 ]    |